# 지장시왕도 (보물 제1048호)
지장시왕도(地藏十王圖)는 호림박물관에 있는 고려시대의 불화이다. 1990년 9월 20일 대한민국의 보물 제1048호로 지정되었다.
지옥에 떨어진 중생까지도 모두 구제한 뒤에 성불하겠다고 하는 대원의 보살인 지장보살과 사후 세계인 명부를 관장하며 죽은 자의 극락행과 지옥행을 심판하는 시왕들의 장면을 표현한 불화로 14세기 고려에서 제작된 것이다.
지장보살·명부시왕 그리고 그 권속으로 구성되는 지장시왕도의 도상형식은 지장신앙과 명부신앙이 결합된 양상을 보여주고 있는 불화로 당대말 엮어진 예수시왕생칠경 등에서 유래하는 것으로 보인다.

## 개요
지장보살과 심판관인 시왕을 그린 지장시왕도이다. 지장보살은 지옥의 고통에서 허덕이는 중생들을 극락세계로 인도하는 보살로, 지장을 그린 그림에는 지옥을 지키는 호법신이나 심판관의 모습이 함께 등장한다. 
이 그림의 화면 중앙에 본존인 지장보살을 크게 그리고 아래쪽 좌우에 작게 시왕, 사천왕, 도명존자 등을 배치하여 섬세한 필법으로 묘사하였다. 이러한 구도는 지장신앙과 시왕신앙이 결합되었지만 지장이 주가 되고 시왕이 종속적 의미를 지녔음을 그림으로 나타낸 것이라 볼 수 있다. 
이 지장시왕도는 오늘날 전해지는 10점의 고려 불화 가운데 하나로 14세기 경에 그려진 것으로 추정되며, 고려 불화연구에 귀중한 자료이다. 

## 참고 자료
- 지장시왕도 - 국가유산청 국가유산포털

 본 문서에는 서울특별시에서 지식공유 프로젝트를 통해 퍼블릭 도메인으로 공개한 저작물을 기초로 작성된 내용이 포함되어 있습니다.